# Nyeme Costa
Nyeme Victória Alexandre Costa Nunes (11 ottobre 1998) è una pallavolista brasiliana, libero del Minas.

## Carriera

### Nazionale
Con la nazionale Under-20 partecipa al campionato mondiale del 2017, dove viene premiata come miglior libero del torneo.
Nel 2021 fa il suo debutto in nazionale maggiore, con cui conquista la medaglia d'oro al campionato sudamericano 2021 e due argenti alle edizioni del 2021 e del 2022 della Nations League; nel 2022 vince l'argento al campionato mondiale. Nel 2023 si aggiudica la medaglia d'oro al campionato continentale, premiata come miglior libero, e quella d'argento alla Coppa del Mondo, mentre nel 2024 è la volta della medaglia di bronzo ai Giochi della XXXIII Olimpiade.

## Palmarès

### Club
- Coppa del Brasile: 1

2022

### Premi individuali
- 2017 - Campionato mondiale Under-20: Miglior libero
- 2023 - Campionato sudamericano: Miglior libero